# Kurt Westergaard
Kurt Westergaard (Sinh ngày 13-7-1935) là một họa sĩ vẽ tranh biếm họa người Đan Mạch đã vẽ tranh biếm họa tiên tri Muhammad của Hồi giáo mang một trái bom trên khăn quấn trên đầu, gây ra nhiều tranh cãi. Tranh biếm họa này là tranh gây tranh cãi nhất trong số 12 tranh biếm họa trong Vụ biếm họa Muhammad đăng trên nhật báo Jyllands-Posten (Bưu  điện Jutland),  đã gây ra các phản ứng mạnh – đôi khi dữ dội - từ các người Hồi giáo khắp thế giới.

## Tranh biếm họa Mohammad
Mặc dù Westergaard là họa sĩ vẽ tranh biếm họa chuyên nghiệp từ nhiều năm, nhưng ông chỉ nổi tiếng về một tranh biếm họa mô tả tiên tri Muhammad của Hồi giáo mang một trái bom trên khăn quấn đầu của ông. Tranh này là tranh gây tranh cãi nhất trong số 12 tranh biếm họa đăng trên nhật báo Jyllands-Posten của Đan Mạch.
Trong cuộc phỏng vấn năm  2009, Westergaard nói rằng ông tìm cách "chỉ ra các tên khủng bố đã dùng vũ khí tinh thần từ Hồi giáo và cùng với dynamite và các chất nổ khác, họ đã giết dân chúng." Ông không đồng ý với cách mà Nhân dân Đan Mạch đã phán xét  ý định của ông, khi nói với Blogger người Canada Jonathan Kay rằng ông đã bị nhiều kẻ thù cũ tránh xa: "Một trong số các kẻ thù cũ của tôi từ phe tả, năm ngoái đã nói với tôi: 'Có nhiều người nói rằng đôi khi những gì mà anh đòi hỏi đã được đáp ứng đấy' — đó có thể là do lỗi của chính anh."
Westergaard cũng chỉ trích phản ứng của cộng đồng người nhập cư vào Đan Mạch đối với các tranh biếm họa của ông: "Nhiều người nhập cư vào Đan Mạch chẳng có cái  gì. Chúng tôi cho họ mọi thứ - tiền bạc, nhà ở, trường học, đại học miễn phí, chăm sóc sức khỏe vv.... Đổi lại, chúng tôi chỉ yêu cầu một điều – hãy tôn trọng các giá trị dân chủ, trong đó có tự do ngôn luận. Họ không bằng lòng ư? Đây chỉ là cách tôi thử xem phản ứng của họ ra sao." Tiếp theo việc chính trị gia Hà Lan Geert Wilders' phát hành phim Fitna, trong đó đã sử dụng tranh biếm họa của Westergaard mà không xin phép, Westergaard đã vẽ một tranh biếm họa mô tả Wilders với một trái bom và một dấu hiệu như sau: "Nguy hiểm! Tự do ngôn luận".

## Các biện pháp an ninh
Ngày 12-2-2008, Cơ quan tình báo của Cảnh sát Đan Mạch (Politiets Efterretningstjeneste, viết tắt là PET) đã công bố việc bắt giữ 3 người Hồi giáo — 2 người Tunisia và một người Đan Mạch gốc Maroc — được cho là đã tìm cách giết Westergaard.
Nhà của Westergaard tại Aarhus Đan Mạch, được đặt dưới sự canh chừng thường xuyên của cảnh sát mật vụ Đan Mạch. Nhà này được lắp ráp các cửa bằng thép, có một phòng an toàn với các cửa sổ bằng kính gia cố cùng các máy quay phim canh chừng.
Ngày 1 tháng 1 năm 2010, một thanh niên Hồi giáo 28 tuổi người Somalia vũ trang bằng một cái rìu và một con dao đã xâm nhập vào nhà của Westergaard định giết ông nhưng ông đã chạy được vào phòng tắm an toàn, sau đó khi cảnh sát tuần tiễu được gọi đến để bắt tên khủng bố, thì tên này đã tấn công một sĩ quan cảnh sát, do đó tên khủng bố này đã bị cảnh sát bắn bị thương (ở tay và chân). Westergaard đã không bị tổn thương gì vì nhà ông có các biện pháp phòng ngừa an toàn. Tên tình nghi đã bị bắt và bị cáo buộc tội tìm cách mưu sát Westergaard cùng một sĩ quan cảnh sát.
Vụ tìm cách ám sát thứ hai này trong vòng 2 năm đã được các báo chí Đan Mạch đưa tin rộng rãi. Ấn bản chúa nhật của báo Jyllands-Posten có bài trên trang nhất về việc vì sao ngày nay Westergaard cần có một vệ sĩ để bảo vệ anh ninh cho ông; một bài choán hết trang nhất của ký giả John Hansen trên bối cảnh của các tranh biếm họa gây tranh cãi; một bài phỏng vấn Westergaard của Lars Pedersen; một danh sách các lời trích dẫn tỏ ra "căm phẫn và kết án" do kẻ tấn công đưa ra; một bài về sự xuất hiện của bị cáo trước tòa án Aarhus; 2 bài về chính kẻ khủng bố, dường như đã cư ngụ ở Đan Mạch 15 năm và được cơ quan tình báo biết đến; và việc bảo vệ xã hội phương Tây tức là sự tự do ngôn luận của họ, trong bài xã luận và trong ý kiến của nhà bình luận chính trị Ralf Pittelkow.
Theo Cơ quan an ninh và tình báo của Cảnh sát Đan Mạch, thì kẻ bị tình nghi này có liên hệ mật thiết với nhóm Hồi giáo Somalia nổi dậy al-Shabaab, thường được coi là tổ chức khủng bố, cũng như các nhà lãnh đạo của tổ chức al-Qaeda ở Đông Phi, và là một phần của "mạng lưới khủng bố" có các quan hệ ở Đan Mạch.

## Giải thưởng
- Kurt Westergaard đã được thưởng giải Sappho, một giải do tổ chức Free Press Society ở Đan Mạch dành cho một ký giả kết hợp việc làm xuất sắc với lòng can đảm và sự từ chối thỏa hiệp (với cái xấu)'.[23][24]
- Ngày 8-9-2010, ông được Thủ tướng Đức Angela Merkel trao giải M100 Media (M100-Medienpreis) của Đức vì có công đóng góp vào sự nghiệp tự do báo chí.[25]